# دهستان کرون سفلی
دهستان کرون سفلی، یکی از دهستان‌های بخش کرون شهرستان تیران و کرون در استان اصفهان ایران است.

## جمعیت
براساس سرشماری مرکز آمار ایران در سال ۱۳۸۵، جمعیت آن ۱۸۰۶۶ نفر (۴۸۷۶ خانوار) بوده‌است.